# Rhymes and Reasons (John Denver)
| Recensione              | Giudizio    |
| ----------------------- | ----------- |
| AllMusic                | [ 1 ]       |
| Sputnikmusic            | 3.5 (Great) |
| Dizionario del Pop-Rock | [ 3 ]       |

Rhymes and Reasons è il primo album ufficiale (in precedenza, nel 1966, era stato pubblicato un LP dal titolo John Denver Sings in sole 300 copie) del cantautore John Denver, pubblicato nell'ottobre del 1969 dalla RCA.
L'album contiene, tra le altre, due delle canzoni più note in assoluto del cantautore americano: Rhymes and Reasons  e Leaving on a Jet Plane.

## Tracce
Lato A
1. The Love of the Common People – 4:05 (John Hurley, Ronnie Wilkins) – Registrato il 29 maggio 1969
2. Catch Another Butterfly – 2:30 (Mike Williams) – Registrato il 27 maggio 1969
3. Daydream – 2:52 (John Denver) – Registrato il 28 maggio 1969
4. The Ballad of Spiro Agnew – 0:14 (Tom Paxton) – Registrato il 28 maggio 1969
5. Circus – 2:37 (John Denver, Johnson) – Registrato il 26 maggio 1969
6. When I'm Sixty-Four – 2:03 (John Lennon, Paul McCartney) – Registrato il 29 maggio 1969
7. The Ballad of Richard Nixon – 0:07 (Tom Paxton) – Registrato il 9 giugno 1969
8. Rhymes & Reasons – 3:12 (John Denver) – Registrato il 28 maggio 1969

Durata totale: 17:40
Lato B
1. Yellow Cat – 2:52 (Steven Fromholz) – Registrato il 28 maggio 1969
2. Leaving on a Jet Plane – 3:37 (John Denver) – Registrato il 29 maggio 1969
3. (You Dun Stomped) My Heart – 2:45 (Mason Williams) – Registrato il 28 maggio 1969
4. My Old Man – 4:33 (Jerry Jeff Walker) – Registrato il 9 giugno 1969
5. I Wish I Knew How It Would Feel to Be Free – 3:04 (Billy Taylor, Dick Dallas) – Registrato il 10 giugno 1969
6. Today Is the First Day of the Rest of My Life – 2:11 (Pat Garvey, Victoria Garvey) – Registrato il 10 giugno 1969

Durata totale: 19:02
Edizione CD del 2005, pubblicato dalla RCA/Legacy Records (82876 68963 2)
1. The Love of the Common People – 4:07 (John Hurley, Ronnie Wilkins)
2. Catch Another Butterfly – 2:31 (Michael Robert Williams)
3. Daydream – 2:54 (John Denver)
4. The Ballad of Spiro Agnew – 0:16 (Tom Paxton)
5. Circus – 2:38 (John Denver, Michael Johnson, Laurie Kuehn)
6. When I'm Sixty-Four – 2:03 (John Lennon, Paul McCartney)
7. The Ballad of Richard Nixon – 0:07 (Tom Paxton)
8. Rhymes & Reasons – 3:15 (John Denver)
9. Yellow Cat – 2:53 (Steven Fromholz)
10. Leaving on a Jet Plane – 3:37 (John Denver)
11. (You Dun Stomped) My Heart – 2:42 (Mason Williams)
12. My Old Man – 4:35 (Jerry Jeff Walker)
13. I Wish I Knew How It Would Feel to Be Free – 3:49 (William Eugene Taylor, Dick Dallas)
14. Today Is the First Day of the Rest of My Life (Sugarcity) – 2:11 (Pat Garvey, Victoria Garvey)
15. Rusty Green – 2:06 (John Denver) – Bonus Track
16. Take Me to Tomorrow (Early Version) – 2:45 (John Denver) – Bonus Track

Durata totale: 42:29
- Brano bonus Rusty Green, registrato il 27 maggio 1969
- Brano bonus Take Me to Tomorrow (Early Version), registrato il 9 maggio 1969

## Formazione
- John Denver - voce, chitarra
- Paul Griffin - pianoforte, organo
- Russ Savakus - basso, violino
- Herbie Lovelle - batteria
- Stann Free - pianoforte, organo
- Ted Sommer - batteria
- Paul Prestopino - chitarra, mandolino
- Richard Romoff - basso
- Max Pollikoff - violino
- George Ockner - violino
- Emanuel Green - violino
- Sylvan Shulman - violino
- Marvin Stamm - tromba, flauto
- John Glasel - tromba, flauto
- Ray Alonze - corno francese
- Al Richmond - corno francese
- Richard Berg - corno francese
- George Marge - flauto, corno inglese, sassofono baritono

Note aggiuntive
- Milton Okun - produttore, arrangiamenti
- Jean Goldhirsch - assistente alla produzione
- Jim Crotty - ingegnere del suono
- John Woram - ingegnere del suono[4]